# Шкяунская волость
Шкяунская волость (латыш. Šķaunes pagasts) — одна из 26 территориальных единиц Краславского края Латвии. Граничит с Берзинской, Сваринской и Эзерниекской волостями своего края, Пасиенской и Истренской волостями Лудзенского края. Административным центром волости является село Шкяуне.